# Zaterjannyj v Sibiri
Zaterjannyj v Sibiri (russisk: Затерянный в Сибири) er en sovjetisk-britisk spillefilm fra 1991 af Aleksandr Mitta.

## Medvirkende
- Anthony Andrews som Andrej Miller
- Vladimir Ilin som Malakhov
- Jlena Majorova som Anna
- Irina Mikhaljova som Lilka
- Aleksandr Gurejev som Konjaev